# Књига пророка Софонија
Књига пророка Софонија је једна од књига Светог писма Старог завета. О овом пророку не знамо много. Деловао је у време цара Јосије, у VII веку п. н. е. Непосредно након њега на сцену је ступио пророк Јеремија. Преко њега Бог осуђује поштовање страних богова, насиље и друштвену неправду као и појаву лажних пророка.